# Zwingen
Zwingen (schweizertyska: Zwinge) är en ort och kommun i distriktet Laufen i kantonen Basel-Landschaft, Schweiz. Kommunen har 2 828 invånare (2023).